# 寫意
「寫意」，一般意思為藝術家忽略藝術形象的外在逼真性，而強調其內在精神表現的藝術創作風格和手法。「寫意」在中國審美術語中有它的特殊性。強調意在筆先的決定性意義，強調「象」在創作思維中被轉化成為精神性的「意」的範疇的東西；再經過「寫」，經過筆墨如書法那樣的處理，則往往達到更大的藝術高度。「寫意」一詞最初起源於繪畫，興起於北宋，要求在形象之中有所蘊涵和寄寓，讓「象」具有表意功能或成為表意的手段。「寫意」在中國繪畫領域裏有着豐富的歷史積澱和文化內涵，可以說是中國風格及文化精神的代指。

## 中國水墨畫
所謂的「寫意」，無論是夏商周的青銅藝術、彩陶，漢唐的繪畫、雕塑，宋元明清的文人書畫，還是世代傳承的民間美術，自古以來便貫穿在中國傳統的藝術中。
氣勢和意境是中國傳統藝術的精髓 。簡言之，氣勢是作品的內在氣韻或者說作者的精神氣質的外在表現，意境是作者的主觀情感、意象與 外界的客觀景物、物象互相交融形成的藝術境界。意境是由意象構成的。在中國古典詩歌中，「意象是融入了主觀情意的客觀物象，或者是借助客觀物象變現出來的主觀情意」（袁行霈）《中國古典詩歌的意象》）。現代英美意象派詩歌的「意象」（image），是「在瞬間顯現 的理性 與情感的複合體」（龐德），也帶有一定的象徵寓意。在造型藝術領域，意象介於純寫實與純抽象兩極之間，程度不等的偏向其中一極。

## 中國現當代藝術
經過一個世紀的努力奮鬥，中國幾代油畫家花費大量的心血探索油畫與中國傳統繪畫中的「寫意精神」的融合 。從上世紀二、三十年代起，常玉、顏文樑、潘玉良、朱士傑、龐薰琹等藝術家創作出大量優秀且帶有鮮明中國寫意精神的作品。在杭州藝專的體系中，出現了林風眠、方幹民、吳大羽、趙無極、朱德群、吳冠中、蘇天賜等一批具有中國文化修養與國際影響力的畫家。1949年之後，羅工柳、艾中信、詹建俊、靳尚誼等藝術家不斷在所謂油畫民族化的道路上進行探索。
羅工柳在建國初期便對當時國內流行的蘇式油畫提出「繁、滿、實、摳、膩、死、板」的批評，並極力主張從傳統寫意中國畫中汲取養分，以改造油畫。羅工柳亦在1960年代提出「寫意油畫」的概念，並漸漸得到油畫界的呼應，但寫意油畫真正普遍獲得藝術界的認同，應當是近十年來的事。